# Dimitrios Drivas
Dimitrios Drivas (en griego: Σπυρίδων Χαζάπης; 1872 - ?) fue un nadador griego, que compitió en los Juegos Olímpicos de Atenas 1896.
Drivas compitió en el evento de 100 metros estilo libre, para marinos. Fue el último de los tres nadadores que participaron.